# کوکی کره‌ای
کوکی کره‌ای، که به نام کوکی کره‌ای دانمارکی نیز شناخته می‌شود، منشأ آن دانمارک است و از کره، آرد و شکر درست می‌شود.
کوکی کره‌ای به دلیل بافت آن که تا حدی تحت تأثیر میزان کره و شکر است، به عنوان «کوکی ترد» طبقه‌بندی می‌شود. برای تهیه این کوکی لازم است خمیر آن را سرد کنید تا امکان فرم‌دهی مناسب فراهم شود.
کوکی‌های کره‌ای در ابتدایی‌ترین حالت خود هیچ طعم‌دهنده‌ای ندارند، اما اغلب با وانیل، شکلات، و نارگیل طعم‌دار می‌شوند یا کریستال‌های شکر روی آن‌ها ریخته می‌شود. از نظر شکل ظاهری هم به اشکال مختلفی مانند دایره، مربع، بیضی، حلقه‌ای، و به شکل چوب شور، شطرنجی یا ساده هستند. در برخی از نقاط جهان، مانند اروپا و آمریکای شمالی، کوکی‌های کره‌ای اغلب در زمان کریسمس سرو می‌شوند. کوکی‌های کره‌ای نیز هدیه بسیار محبوبی به ویژه در سال نو در هنگ کنگ هستند.

## کوکی کره‌ای دانمارکی

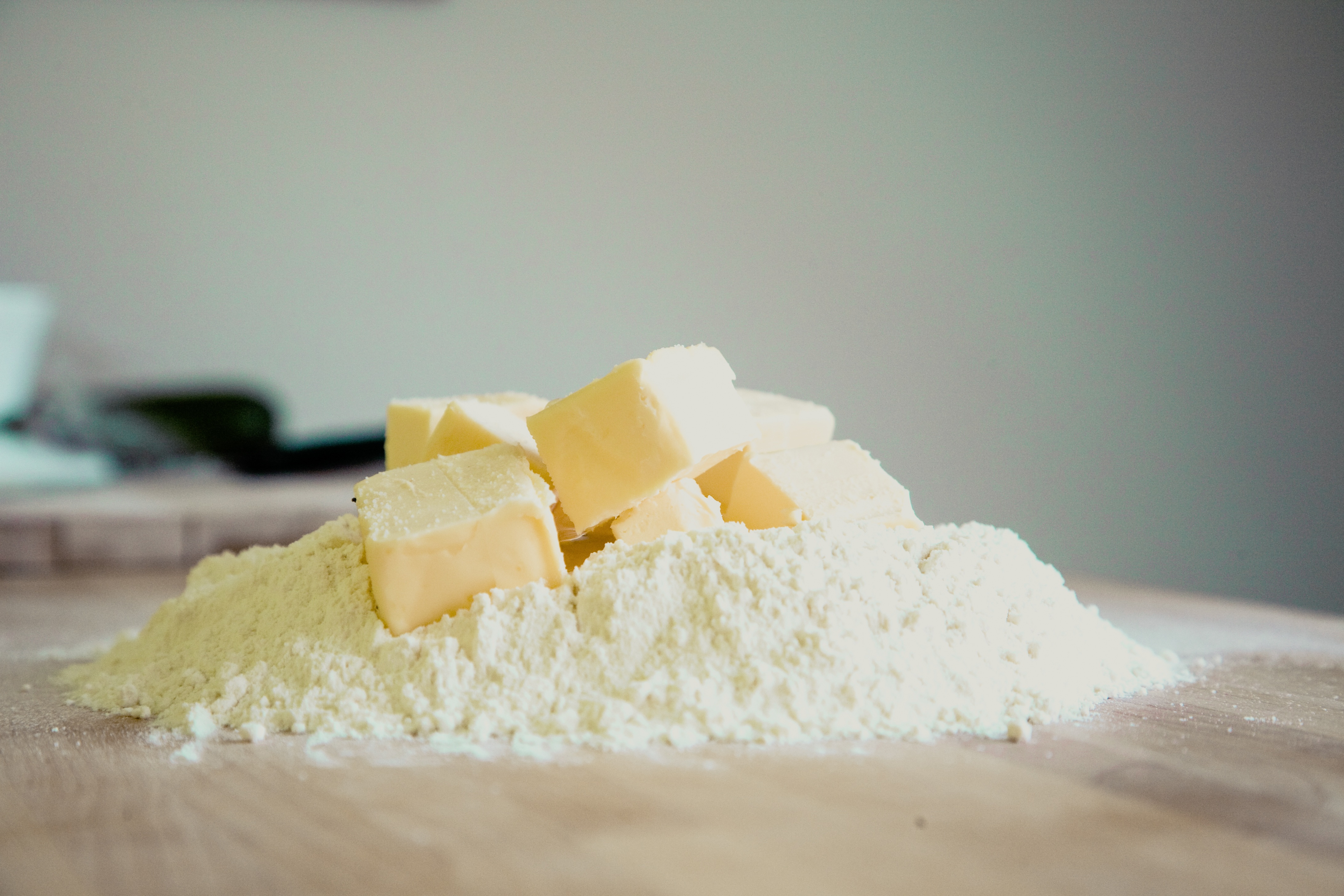
کره و آرد

دانمارک سال‌ها صادر کننده قابل توجه کوکی‌های کره ای به ویژه به ایالات متحده و آسیا بوده است. کوکی‌ها در انواع مختلفی ساخته می‌شوند و کوکی‌های کره‌ای صادراتی معمولاً در قوطی بسته‌بندی و فروخته می‌شوند. دانمارک از سال ۱۹۶۶ به دلیل حفظ کیفیت مواد تشکیل دهنده و رویه آنها به عنوان بهترین صادرکننده شناخته شده است.